# Sáhara
El Sáhara o Sahara (ambas acentuaciones son válidas en español; en árabe: الصحراء الكبرى‎ aṣ-Ṣaḥrāʾ al-Kubrā, «el Gran Desierto»; en amazig, ⵜⵉⵏⵉⵔⵉ Tenere o Tiniri) es el desierto cálido más grande del mundo y el tercero más grande después de la Antártida y el Ártico. Con más de 9 400 000 km² de superficie, abarca la mayor parte del norte de África ocupando un tercio del total del continente y una extensión casi tan grande como la de China o Estados Unidos. El Sáhara se extiende desde el mar Rojo, incluyendo partes de la costa del mar Mediterráneo, hasta el océano Atlántico. Hacia el sur, está delimitado por el Sahel, un cinturón de sabana semiárida tropical que conforma las regiones que cubren el norte del África subsahariana.
Algunas de las dunas de arena del Sáhara pueden alcanzar los 193 m de altura.

## Etimología
La palabra «Sahara» viene de la transliteración a idiomas europeos de صحراء, que en árabe significa desierto, resultando en un tautopónimo cuya pronunciación más cercana es [Sájara]. Sin embargo, la pronunciación tradicional y más habitual en América sigue las reglas fonéticas del castellano, a saber, la «h» muda, y la palabra es llana en vez de esdrújula: [Saára].

## Geografía

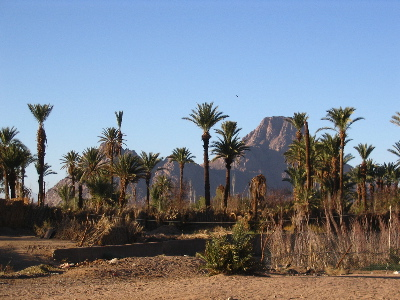
Un oasis en el macizo de Ahaggar. Los oasis permiten mantener algunas formas de vida en el entorno extremadamente árido del desierto.

La mayor parte de los ríos y corrientes del Sáhara son estacionales o intermitentes, siendo la única y principal excepción el río Nilo, que cruza el desierto desde su fuente en África central para vaciarse en el Mediterráneo. Los acuíferos subterráneos en ocasiones pueden alcanzar la superficie, formando oasis, como por ejemplo los de Bahariya, Gardaya, Timimoun, Kufra y Siwa.
La parte central del Sáhara es hiperárido, con escasa vegetación. Los extremos norte y sur del desierto, junto con sus zonas altas, tienen áreas de pasto y matorrales xerófilos, con árboles y arbustos más altos en los uadis donde la humedad se concentra. 
En su límite norte, el Sáhara alcanza hasta el mar Mediterráneo en Egipto y en parte de Libia. En la Cirenaica y el Magreb el Sáhara hace frontera con las ecorregiones de bosque y matorral mediterráneo del norte de África, que disponen de un clima mediterráneo caracterizado por una estación de invierno lluviosa. De acuerdo con el criterio botánico de Frank White,[cita requerida] así como del geógrafo Robert Capot-Rey,[cita requerida] el límite norte del Sáhara se corresponde con el límite norte de cultivo de la palmera datilera y el límite sur del esparto, una hierba típica de la zona de clima mediterráneo del Magreb y de la península ibérica. El límite norte también se corresponde con la isolínea de 100 mm de precipitación.[cita requerida]
Hacia el sur, el Sáhara está limitado por el Sahel, un cinturón de sabana tropical seca con una estación de verano lluviosa que se extiende a través del continente africano de este a oeste. El límite sur del Sáhara está indicado botánicamente por el límite sur del Cornulaca monacantha (una especie de las Chenopodiaceae tolerante a la sequía), o por el límite norte del Cenchrus biflorus, una gramínea típica del Sahel. De acuerdo con el criterio climático, el límite sur del Sáhara se corresponde con una isolínea de 150 mm de precipitación anual (en media anual, dado que las precipitaciones varían anualmente).13bre amplias zonas de varios países, entre ellos Argelia, Chad, Egipto, Libia, Malí, Mauritania, Marruecos, Níger, Sáhara Occidental, Sudán y Túnez. Es una de las tres provincias distintivas que forman las divisiones fisiográficas masivas de África.
Las formas terrestres del Sáhara han sido progresivamente esculpidas tanto por el viento como por lluvias ocasionales. Este efecto del tiempo y el clima ha dado forma a las dunas de arena y a los campos de dunas o mares de tierra (erg), a los valles de roca (hamada), las planicies de gravilla (reg), los valles secos y los salares (shatt o chott). Existen además formas terrestres inusuales como las estructuras de Richat de Mauritania.
El Sáhara contiene multitud de montañas profundamente disecadas, así como cordilleras montañosas, siendo algunas de ellas volcánicas. Entre estas formaciones montañosas se incluyen las montañas de Air, las montañas Ahaggar, el Atlas sahariano, las montañas Tibesti, el Adrar de los Iforas y las colinas del mar Rojo. El punto más alto del Sáhara es el Emi Koussi, un volcán en escudo en el macizo de Tibesti ubicado en el norte de Chad.
La mayor parte de los ríos y corrientes del Sáhara son estacionales o intermitentes, siendo la única y principal excepción el río Nilo, que cruza el desierto desde su fuente en África central para vaciarse en el Mediterráneo. Los acuíferos subterráneos en ocasiones pueden alcanzar la superficie, formando oasis, como por ejemplo los de Bahariya, Gardaya, Timimoun, Kufra y Siwa.
La parte central del Sáhara es hiperárido, con escasa vegetación. Los extremos norte y sur del desierto, junto con sus zonas altas, tienen áreas de pasto y matorrales xerófilos, con árboles y arbustos más altos en los uadis donde la humedad se concentra.
En su límite norte, el Sáhara alcanza hasta el mar Mediterráneo en Egipto y en parte de Libia. En la Cirenaica y el Magreb el Sáhara hace frontera con las ecorregiones de bosque y matorral mediterráneo del norte de África, que disponen de un clima mediterráneo caracterizado por una estación de invierno lluviosa. De acuerdo con el criterio botánico de Frank White, así como del geógrafo Robert Capot-Rey, el límite norte del Sáhara se corresponde con el límite norte de cultivo de la palmera datilera y el límite sur del esparto, una hierba típica de la zona de clima mediterráneo del Magreb y de la península ibérica. El límite norte también se corresponde con la isolínea de 100 mm de precipitación.
Hacia el sur, el Sáhara está limitado por el Sahel, un cinturón de sabana tropical seca con una estación de verano lluviosa que se extiende a través del continente africano de este a oeste. El límite sur del Sáhara está indicado botánicamente por el límite sur del Cornulaca monacantha (una especie de las Chenopodiaceae tolerante a la sequía), o por el límite norte del Cenchrus biflorus, una gramínea típica del Sahel. De acuerdo con el criterio climático, el límite sur del Sáhara se corresponde con una isolínea de 150 mm de precipitación anual (en media anual, dado que las precipitaciones varían anualmente).

## Clima

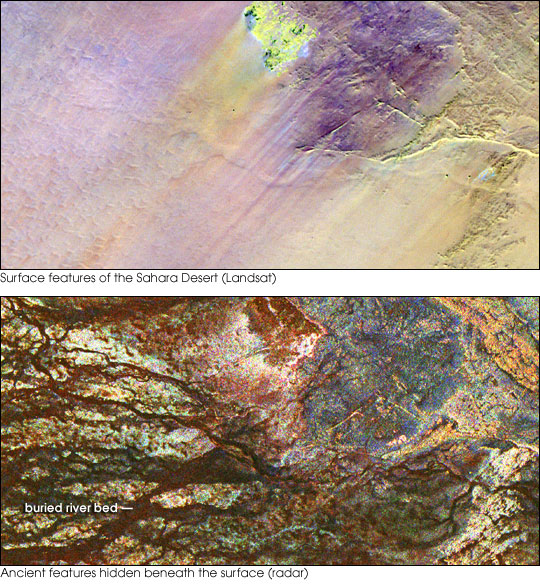
La imagen superior muestra el oasis de Safsaf sobre la superficie del Sáhara. La imagen inferior (usando radar) es la capa de roca bajo el oasis, mostrando canales negros cortados por el discurrir de un antiguo río que en su día alimentó el oasis.

El clima del Sáhara ha sufrido enormes variaciones en el tiempo, oscilando desde estado húmedo hasta seco durante los últimos cientos de miles de años. Esta variabilidad se debe a un ciclo de 41 000 años en el que el eje de la Tierra cambia entre 22° y 24,5°.
En la actualidad (2000), estamos en un período seco, pero se espera que el Sáhara vuelva a reverdecer en 15 000 años. Cuando el monzón del norte de África está en su punto más fuerte, la precipitación anual y la subsiguiente vegetación en la región del Sáhara aumentan, dando como resultado condiciones comúnmente conocidas como el «Sáhara verde». Para un monzón del norte de África relativamente débil, ocurre lo contrario, con una disminución de la precipitación anual y menos vegetación que da como resultado una fase del ciclo climático del Sáhara conocida como el "desierto del Sáhara".
Durante la última glaciación, el Sáhara era aún más grande de lo que es hoy en día, extendiéndose hacia el sur más allá de sus límites actuales. El final del período glacial trajo más lluvia al Sáhara, a partir del año 8000 a. C. hasta el 6000 a. C., quizá debido a la existencia de áreas de baja presión sobre las capas de hielo polar del norte.
Una vez que las capas de hielo desaparecieron, el norte del Sáhara se secó. En el sur del mismo, no obstante, la tendencia hacia mayor sequedad pronto fue contrarrestada por el monzón, que trajo lluvia más hacia el norte de lo que lo hace hoy en día. En este período, todavía existía un clima monzónico en el Sáhara. Los monzones se forman al calentar el aire sobre la superficie de la tierra durante el verano. El aire caliente sube y atrae el aire frío y húmedo del océano, que provoca lluvia. Así, aunque parece contraintuitivo, el Sáhara era más húmedo cuando recibía mayor insolación en el verano. Esto era provocado por una inclinación del eje orbital más fuerte de la que existe actualmente (24,5° de inclinación frente a los 23,4° actuales), teniendo lugar el ápside en julio hacia el año 7000 a. C.
Hacia el año 4200 a. C., el monzón se retiró hacia el sur, en el entorno donde se encuentra hoy en día, conduciendo hacia una progresiva desertificación del Sáhara. El Sáhara es ahora tan seco como era hace unos 13 000 años. Estas condiciones son responsables de lo que se ha venido a conocer como la teoría del bombeo del Sáhara.
En general, se considera que en la actualidad el Sáhara tiene uno de los climas más severos del mundo. El frecuente viento norte-este suele provocar tormentas de arena y mini tornados. Cuando este viento alcanza el Mediterráneo, se conoce como siroco y suele alcanzar velocidades de huracán en el norte de África y en el sur de Europa. La mitad del Sáhara recibe menos de 20 mm de lluvia al año, y el resto recibe no más de 100 mm anualmente. Las precipitaciones tienen lugar de modo muy poco frecuente, pero cuando ocurren suelen hacerlo torrencialmente, normalmente tras largos períodos secos. La frontera del sur del Sáhara, medida por la cantidad de precipitaciones, ha avanzado y después se ha retirado entre los años 1980 y 1990. Como resultado de la sequía en el Sahel, la frontera sur se desplazó más hacia el sur, al menos 130 km durante ese período.

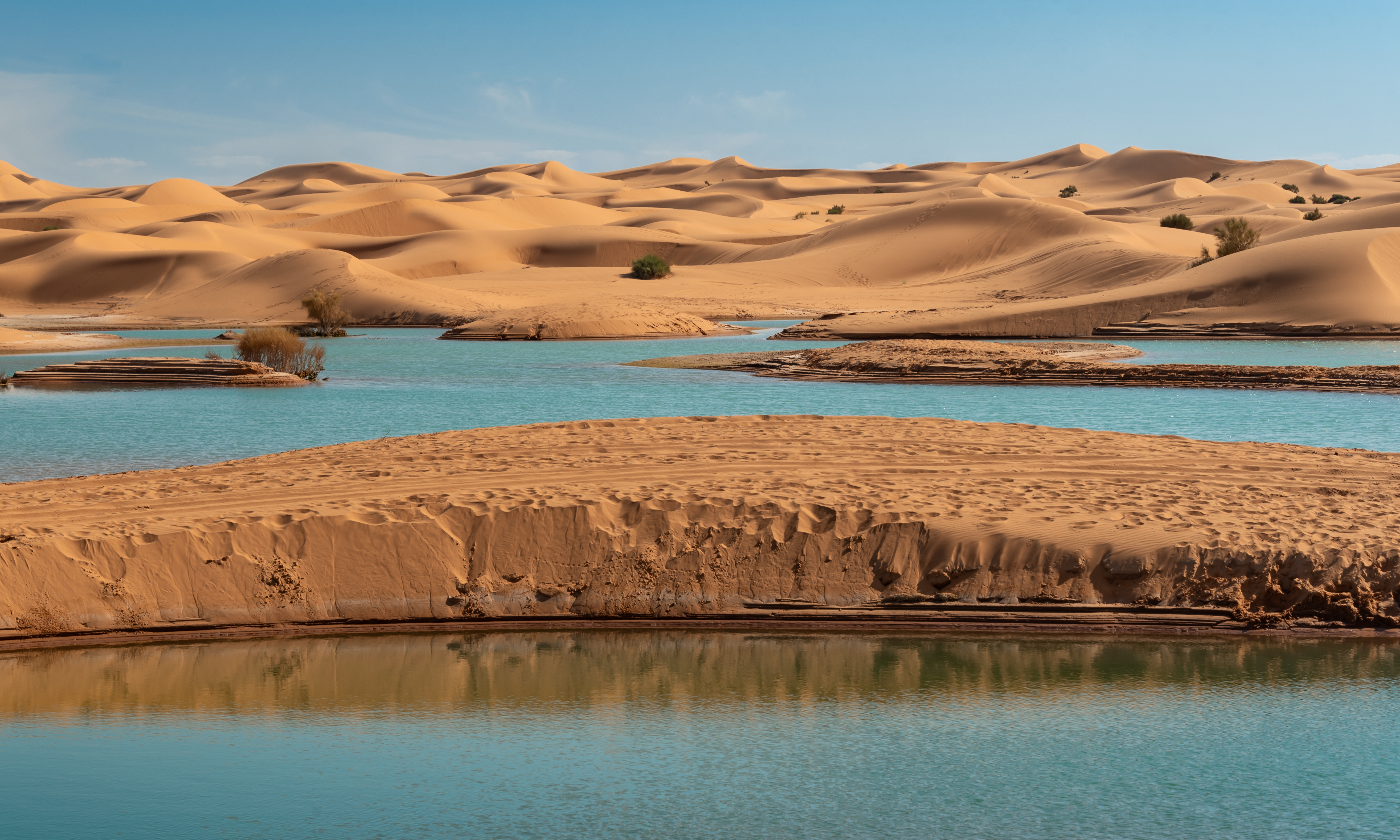
Agua acumulada en Erg Znaigui (Marruecos) tras unas inusuales precipitaciones torrenciales

Las señales más recientes indican que el Sáhara y las regiones circundantes están haciéndose cada vez más verdes como consecuencia de un aumento de las precipitaciones. Las imágenes de satélite muestran que un reverdecimiento del Sahel ha podido haber tenido lugar entre los años 1982 y 2002, y tanto en el Sáhara oriental como occidental se ha observado una tendencia de más de veinte años de incremento de las áreas de pasto y el florecimiento de los árboles y matorrales. Destacan en este sentido las observaciones del climatólogo Stefan Kröpelin.

### Hielo y nieve
Aunque la humedad relativa es baja en los entornos áridos, la humedad absoluta es lo suficientemente elevada para que la humedad se condense en las latitudes montañosas altas. Numerosas cordilleras saharianas reciben nieve con regularidad. En invierno, las temperaturas caen lo suficientemente en la cumbre del Tahat para provocar nevadas cada tres años de media. Las montañas Tibesti reciben nieve en sus picos por encima de los 2500 m una vez cada siete años de media.
El 18 de febrero de 1979, la nieve cayó sobre numerosos lugares del sur de Argelia, incluyendo una tormenta de nieve de media hora de duración que detuvo el tráfico en Gardaya, y fue considerada como la «primera vez desde que se tiene memoria». La nieve desapareció en cuestión de horas.
El 17 de enero de 2012, la nieve cayó en numerosos lugares del oeste de Argelia. Fuertes vientos arrastraron la nieve por carreteras y edificios en la provincia de Béchar.

## Ecorregiones

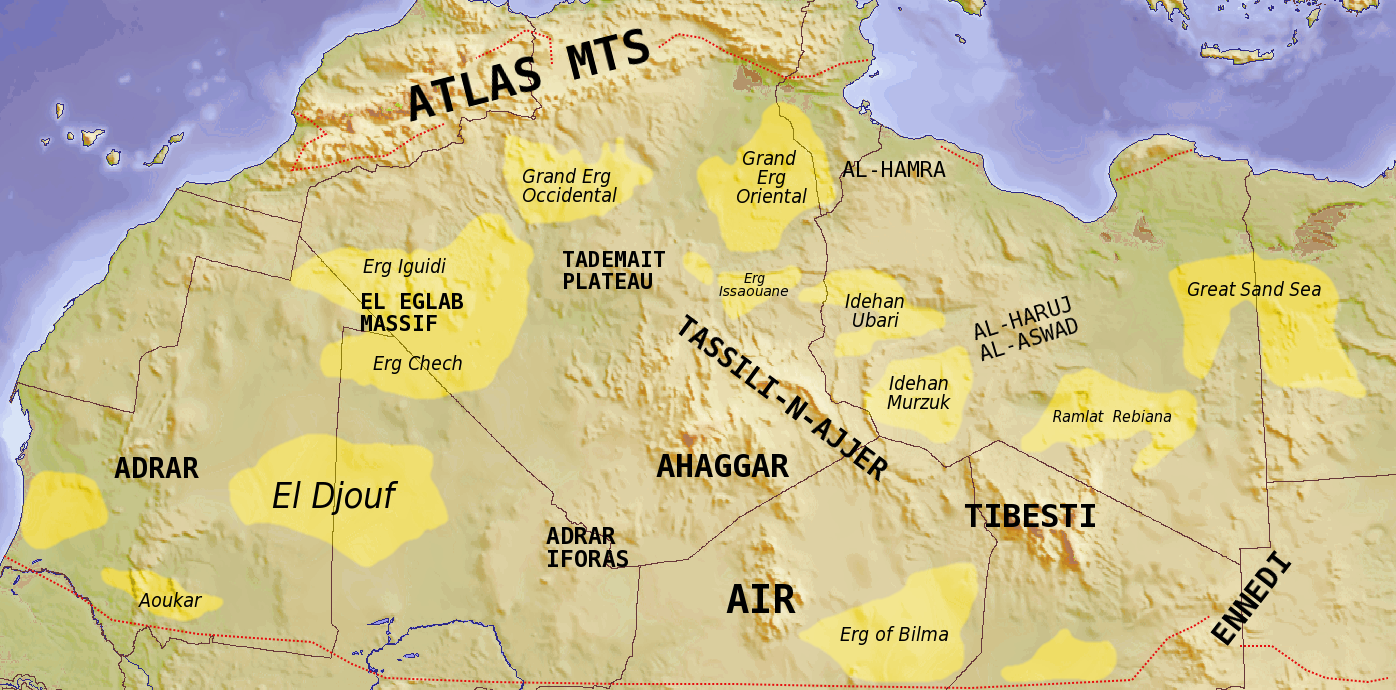
Las principales características topográficas de la región sahariana.

El Sáhara comprende diferentes ecorregiones distintivas, que con su variabilidad en términos de temperatura, lluvia, elevación y suelo, albergan distintas comunidades de plantas y animales.
El desierto costero atlántico es una estrecha franja a lo largo de la costa Atlántica, donde la niebla generada en el litoral por la fría corriente de las Islas Canarias provee de suficiente humedad para sostener toda una variedad de líquenes, suculentas y matorrales. Cubre 39 900 km² en Sáhara Occidental y Mauritania.
Las estepas y bosques nord-saharianos se suceden en el norte del desierto, cerca de las regiones de bosque mediterráneo del norte del Magreb y de Cirenaica. Las lluvias de invierno mantienen matorrales y bosques secos que forman un paisaje de transición entre el clima Mediterráneo y el auténtico clima hiperárido del Sáhara hacia el sur. Cubre 1 675 300 km² de Argelia, Egipto, Libia, Mauritania, Marruecos, Túnez y Sáhara Occidental.
La ecorregión del desierto del Sáhara cubre la porción hiperárida del Sáhara donde la lluvia es mínima y esporádica. La vegetación es infrecuente, y esta ecorregión está formada principalmente por dunas de arena (erg, chech, raoui), valles pedregosos (hamadas), planicies de gravilla (reg), valles secos (uadis) y salares. Cubre 4 639 900 km² de Argelia, Chad, Egipto, Libia, Malí, Mauritania, Níger y Sudán.
La estepa y sabana arbolada del Sáhara meridional es una ecorregión que se extiende por una estrecha banda que va del este al oeste entre el Sáhara hiperárido y las sabanas del Sahel hacia el sur. Los movimientos de la Zona de convergencia intertropical (ITCZ por sus siglas en inglés) ecuatorial traen lluvias veraniegas durante los meses de julio y agosto que tienen de media entre 100 y 200 mm pero varían ampliamente de año a año. Estas lluvias mantienen los pastos de hierba en verano, con bosques secos y matorrales que se suceden junto a los cursos de agua estacionales. Esta región se extiende por 1101 700 km² de Argelia, Chad, Malí, Mauritania, y Sudán.
En el monte xerófilo del Sáhara occidental, varias tierras altas volcánicas proveen de un entorno más frío y húmedo, que permite la existencia de bosques y zonas de matorral saharo-mediterráneos. La región cubre 258 100 km², mayoritariamente en el Tassili n'Ajjer de Argelia, con pequeños enclaves en el Aïr de Níger, la Meseta de Adrar de Mauritania y el Adrar de los Iforas de Malí y Argelia.
El monte xerófilo del macizo del Tibesti y el monte Uweinat es una ecorregión formada por las tierras altas del Tibesti y el Monte Uweinat. Lluvias altas y más regulares así como temperaturas más templadas permiten la existencia de bosques de palmeras datileras, acacias, myrtus, adelfas, tamariscos, y muchas plantas poco frecuentes y endémicas. Esta región cubre 82 200 km² en el Tibesti de Chad y Libia, y Jebel Uweinat en la frontera de Egipto, Libia y Sudán.
El Sáhara halófita es un área de depresiones salinas estacionalmente inundadas que acoge comunidades de plantas adaptadas a la sal de halófitas. Las halófitas saharianas cubren 54 000 km², abarcando las depresiones de Qattara y de Siwa en el norte de Egipto, los lagos de sal de Túnez en Túnez central, el Chott Melghir de Argelia, y pequeñas áreas de Argelia, Mauritania y Sáhara Occidental.
El Tanezrouft es una de las regiones más duras del planeta Tierra y de las más secas del Sáhara, con ninguna vegetación y muy escasa vida. Se encuentra a lo largo de las fronteras de Argelia, Níger y Malí, al oeste de las Montañas Ahaggar.

## Flora y fauna
Los dromedarios y las cabras son los animales domésticos que se pueden encontrar con mayor frecuencia en el Sáhara. Dadas sus cualidades, en especial su resistencia y velocidad, el dromedario es el animal favorito de las poblaciones nómadas.
El escorpión amarillo puede medir 10 cm de largo. Su veneno contiene una importante cantidad de toxinas como agitoxin y scyllatoxin y es muy peligroso. No obstante, un pinchazo de este escorpión raramente puede matar a un hombre adulto.

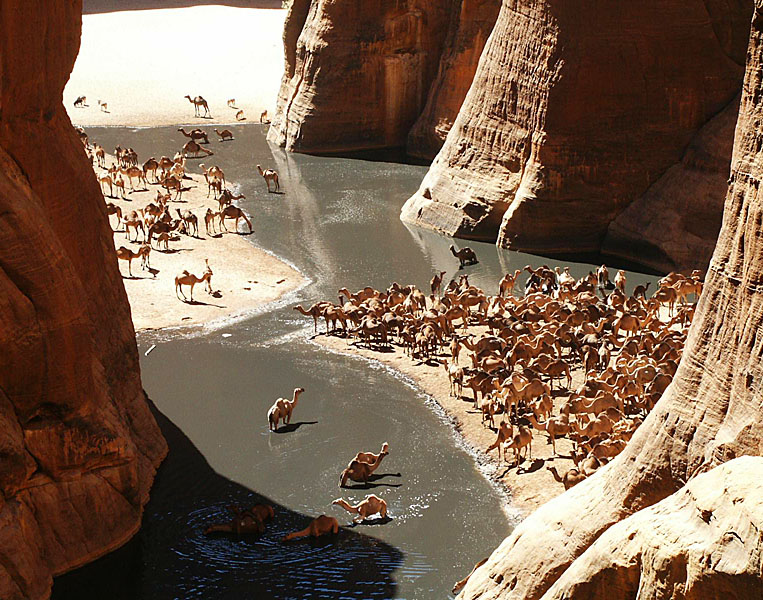
Camellos en el Guelta d'Archei, en el noreste de Chad.

Varias especies de zorro viven en el Sáhara, incluyendo el fénec, el zorro pálido y el zorro de Rüppell. El addax, un gran antílope blanco, puede pasar cerca de un año en el desierto sin beber agua. La gacela dorcas es una gacela del norte de África que también puede pasar largas temporadas sin hidratarse. Otras gacelas notables incluyen a la gacela blanca y la gacela dama.
El guepardo del Sáhara vive en Argelia, Togo, Níger, Malí, Benín y Burkina Faso. Quedan menos de 250 ejemplares maduros que son muy precavidos, huyendo de cualquier presencia humana. El guepardo evita el sol desde abril a octubre, buscando el cobijo de los matorrales y acacias. Son extraordinariamente pálidos.

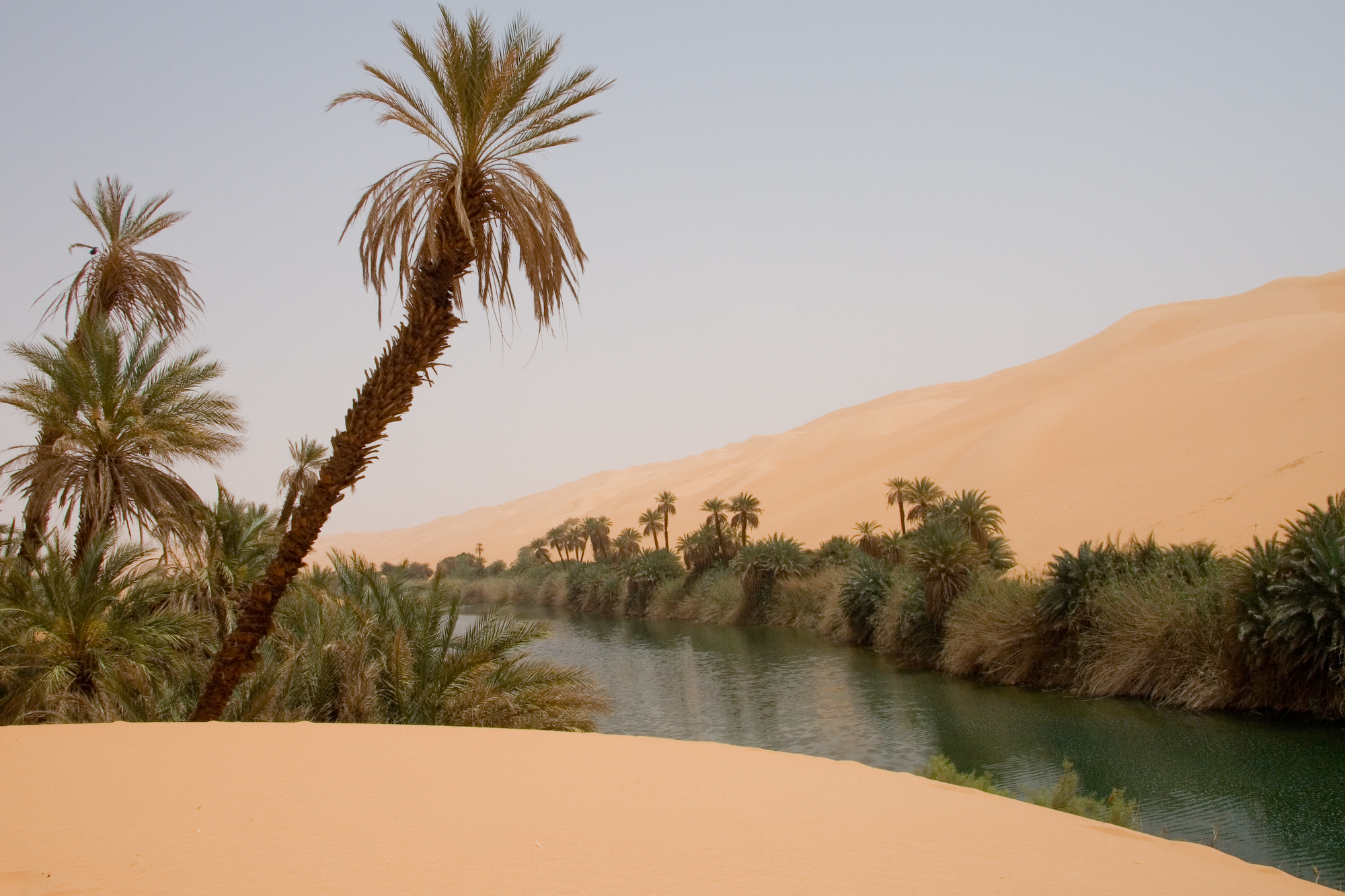
Un lago en el oasis de Ubari, con plantas nativas y palmeras datileras.

Otros animales de esta zona incluyen varánidos, hiracoideos, víboras de las arenas, así como pequeñas poblaciones de perro salvaje africano, presentes quizá tan solo en catorce países, y ocasionalmente avestruces. Existen otros animales en el Sáhara, en particular pájaros como los canores africanos de pico plateado, entre otros. También existen pequeños cocodrilos del desierto en Mauritania y en la meseta de Ennedi de Chad.
Se estima que el Sáhara central tiene quinientas especies de plantas, una cifra extremadamente baja teniendo en cuenta su inmensa extensión. Plantas como las acacias, palmeras, suculentas, matorrales espinosos y diferentes pastos se han adaptado a las áridas condiciones, creciendo menos para evitar la pérdida de agua como consecuencia de los fuertes vientos, almacenando agua en sus gruesos tallos para utilizarla en los períodos secos, disponiendo de largas raíces que viajan horizontalmente para alcanzar el mayor área de agua así como mediante la disposición de pequeñas y gruesas hojas o agujas que evitan la pérdida de agua por evapotranspiración. Las hojas pueden llegar a secarse totalmente y recuperarse posteriormente.
La actividad humana afecta con frecuencia el hábitat en áreas donde existe agua permanentemente (oasis) o donde el agua aparece cerca de la superficie. En estos lugares, la presión sobre los recursos naturales puede llegar a ser intensa. Las poblaciones de mamíferos han sufrido esta presencia humana, habiéndose reducido su número como consecuencia de la caza y de otras actividades humanas.

## Historia

### Nubios

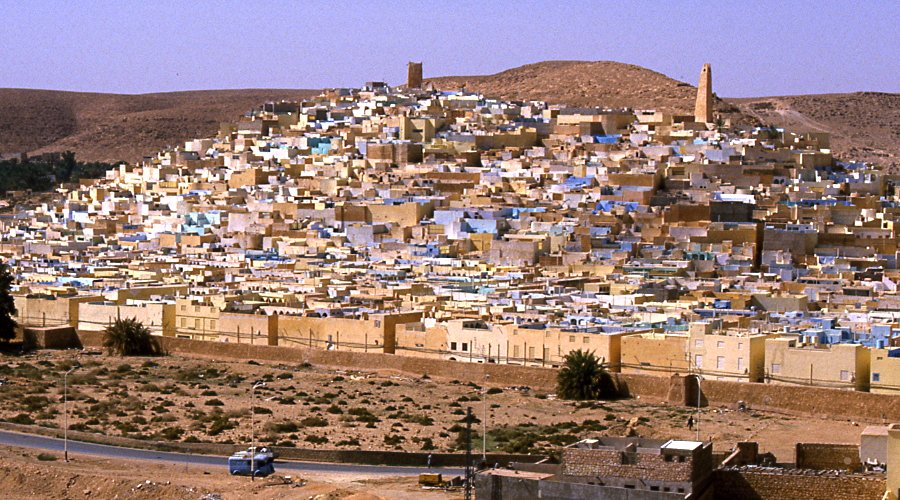
Beni Isguen, una ciudad sagrada rodeada por gruesas murallas en el Sáhara argelino.

Durante el Neolítico, antes de que la desertización se pusiera en marcha, en torno al año 9500 a. C. la zona del Sudán central había sido un rico entorno que daba sustento a importantes poblaciones que habitaban zonas ocupadas actualmente por el desierto, como el Wadi el-Qa'ab. Hacia el milenio 5 a. C., los pueblos que habitaban lo que actualmente se conoce como Nubia, participaron de lleno en la llamada "revolución agrícola", llevando un estilo de vida sedentario y domesticando plantas y animales. El arte rupestre que se conserva en rocas del Sáhara indica la presencia de un culto al ganado similar al que se puede encontrar en Sudán y en otras sociedades pastoralistas africanas actuales. Se han encontrado megalitos en Nabta Playa, restos de lo que probablemente sean los primeros ejemplos de instrumentos de arqueoastronomía de la humanidad y que antecedieron a Stonehenge en cerca de 2000 años. Esta complejidad, tal y como se observa en Nabta Playa, y tal y como se deduce de los diferentes niveles de autoridad dentro de las sociedades de la época, seguramente formaron la base de la estructura tanto de la sociedad neolítica de Nabta como del Antiguo Imperio de Egipto.

### Egipcios
Hacia 6000 a. C., los egipcios predinásticos que habitaban el suroeste de Egipto ya pastoreaban ganado y se dedicaban a la construcción de importantes edificaciones. La subsistencia de los asentamientos organizados y permanentes del Egipto Predinástico de mediados del milenio seis a. C. se centraban predominantemente en el cereal y en la agricultura animal: ganado, cabras, cerdos y ovejas. Los objetos metálicos sustituyeron a los anteriores de piedra. El trabajo y tintura de la piel animal, la cerámica y el tejido eran habituales en esta era. Existen indicaciones de una ocupación temporal o por estaciones de la ciudad de Fayún en el sexto milenio a. C, centrándose las actividades alimentarias en la pesca, la caza y la recolección de alimentos. Algunas puntas de flecha, cuchillos y espátulas de esta era se encuentran aquí con facilidad. Entre los objetos encontrados en enterramientos se encuentran cerámica, joyas, utensilios de labranza y de caza, así como comidas preparadas que incluyen carne seca y fruta. El enterramiento en entornos desérticos parece preceder y promover los ritos egipcios de preservación, enterrándose a los muertos además mirando hacia el oeste.
Hacia el año 3400 a. C, el Sáhara era tan seco como lo es hoy en día, como consecuencia de una reducción en las precipitaciones y un aumento de las temperaturas como consecuencia del cambio en la órbita terrestre, convirtiéndose en una barrera prácticamente impenetrable para los humanos. Solo dispersos asentamientos, normalmente centrados en torno a oasis, se pueden encontrar a partir de entonces. Sin embargo, poco comercio discurría a través del desierto. La única gran excepción era el Valle del Nilo. El Nilo, no obstante, era imposible de cruzar en diferentes cataratas, haciendo el comercio y el contacto por barco difícil.

### Fenicios
El pueblo de Fenicia, que floreció en torno a 1200 a. C. - 800 a. C., creó una confederación de reinos a través de todo el Sáhara hasta Egipto. Generalmente se asentaban a lo largo de la costa Mediterránea, así como en el mero desierto, entre los pueblos de la Libia antigua, que son los ancestros de los pueblos que hablan lenguas bereberes en el norte de África y en el Sáhara actual, incluyendo los tuareg del Sáhara central.

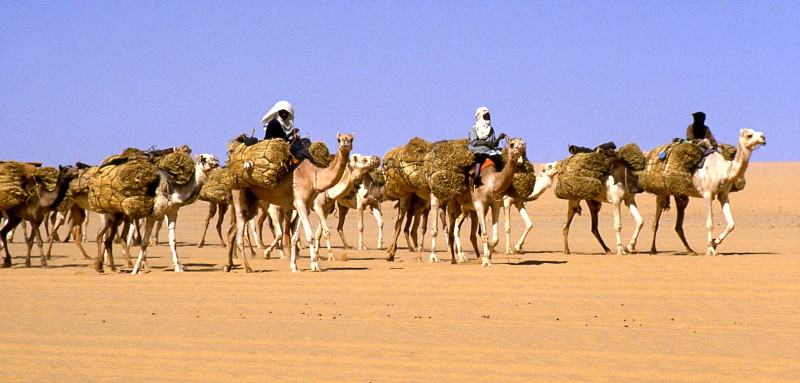
Caravana de sal de Azalai. Los franceses informaron que en el año 1906, las caravanas podían ser de hasta 20 000 camellos.

El alfabeto fenicio parece haber sido adoptado por los antiguos libios del norte de África, siendo este Tifinagh todavía utilizado por los pastores de camellos que hablan bereber en el Sáhara central actual.
En algún momento entre los años 633 y 530 a. C, Hannón el Navegante estableció o reforzó las colonias fenicias del Sáhara Occidental, pero cualquier posible resto antiguo ha desaparecido sin dejar prácticamente ningún rastro.

### Griegos
Hacia el año 500 a. C, los griegos llegaron al desierto. Los comerciantes griegos se dispersaron por la costa este del Sáhara, estableciendo colonias comerciales en la zona del mar Rojo. Los cartagineses exploraron la costa atlántica del desierto, pero la turbulencia de las aguas y la falta de mercados explican la escasa presencia más hacia el sur del moderno Marruecos. Los estados centralizados, por lo tanto, rodeaban el yermo tanto al norte como al este, si bien el desierto como tal permaneció fuera de su control. Los ataques de los pueblos nómadas bereberes del desierto eran una causa de preocupación constante para los que vivían en los límites del desierto.

### Civilización urbana

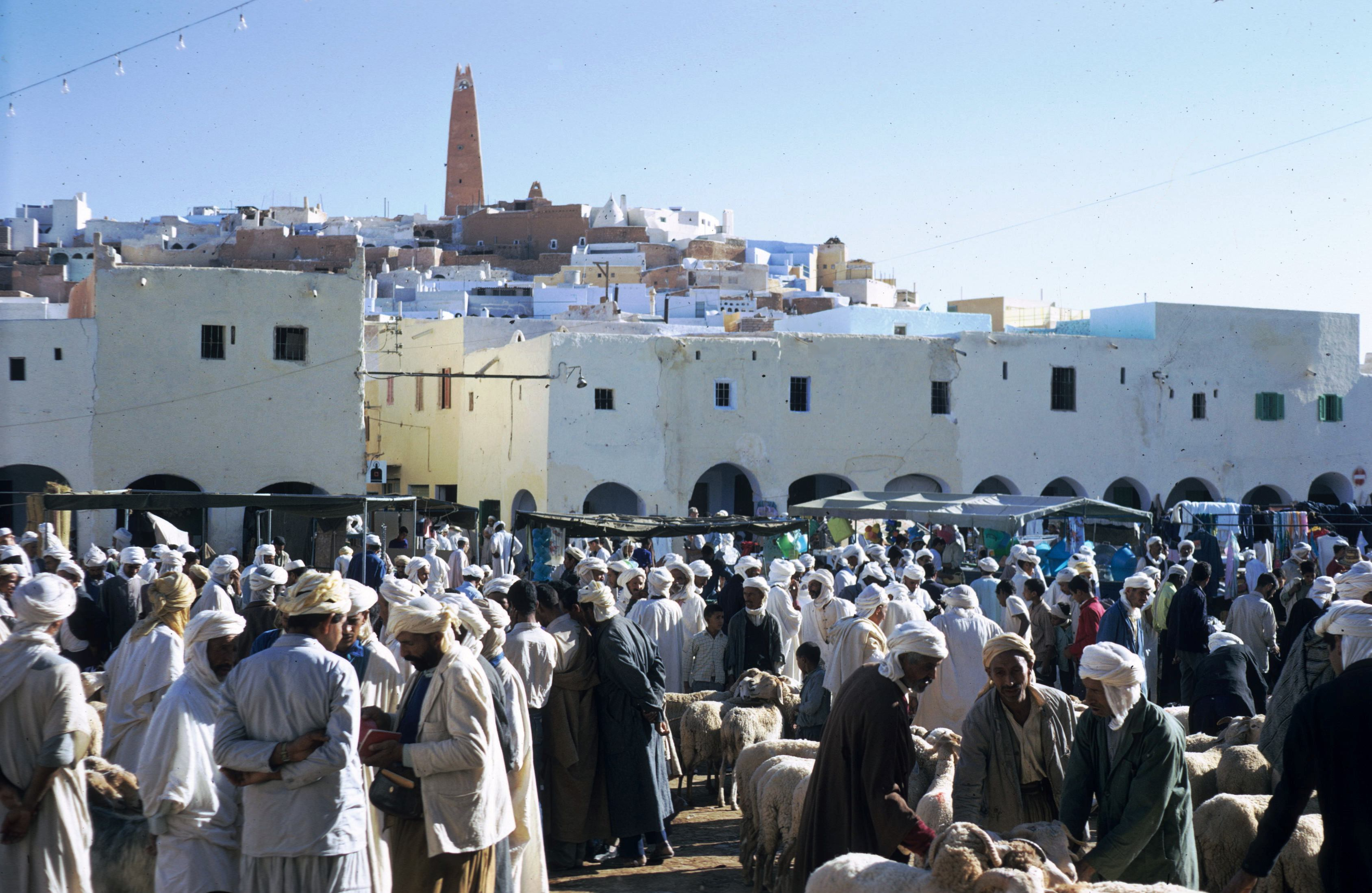
Mercado en la plaza principal de Ghardaïa (1971).

Una civilización urbana, los Garamantes, se alzó hacia el 500 a. C en el corazón del Sáhara, en un valle que se conoce en la actualidad como Wadi al-Ajal en Fezán, Libia. Los Garamantes lograron este desarrollo gracias a la excavación de túneles profundos en las montañas que flanquean el valle para obtener agua fósil y conducirla hasta sus campos. Los Garamantes crecieron en número y fortaleza, conquistando a sus vecinos y capturando multitud de esclavos (que eran utilizados en el trabajo de excavación de nuevos túneles). Los antiguos griegos y romanos supieron de los Garamantes, viéndolos como nómadas incivilizados. Sin embargo, comerciaron con ellos, habiéndose encontrado unas termas romanas en la capital de los Garamantes, Garama. Los arqueólogos han encontrado ocho ciudades principales y multitud de otros asentamientos importantes en el territorio de los Garamantes. Cuando toda el agua disponible en los acuíferos fue agotada, la civilización de los Garamantes colapsó, no pudiendo permitirse la continuación de extender sus túneles en las montañas.

### Bereberes

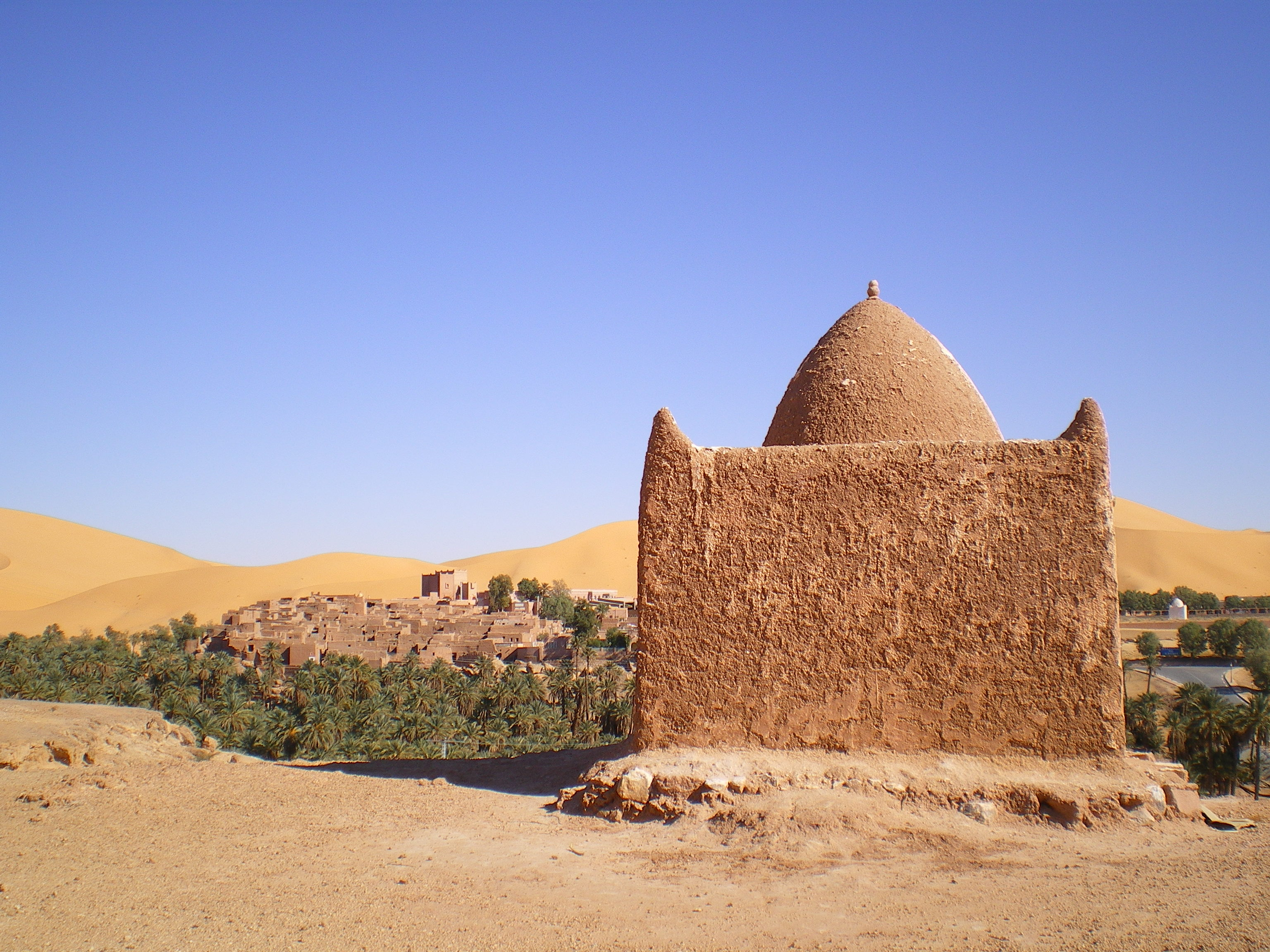
Zawiya a la entrada de Taghirt, Argelia.

Los bereberes ocuparon (y todavía ocupan) buena parte del Sáhara. Los bereberes Garamantes construyeron un próspero imperio en el corazón del desierto. Los nómadas tuareg han continuado, hasta el presente, habitando y moviéndose a través de amplias áreas del Sáhara.

### Expansión árabe islámica

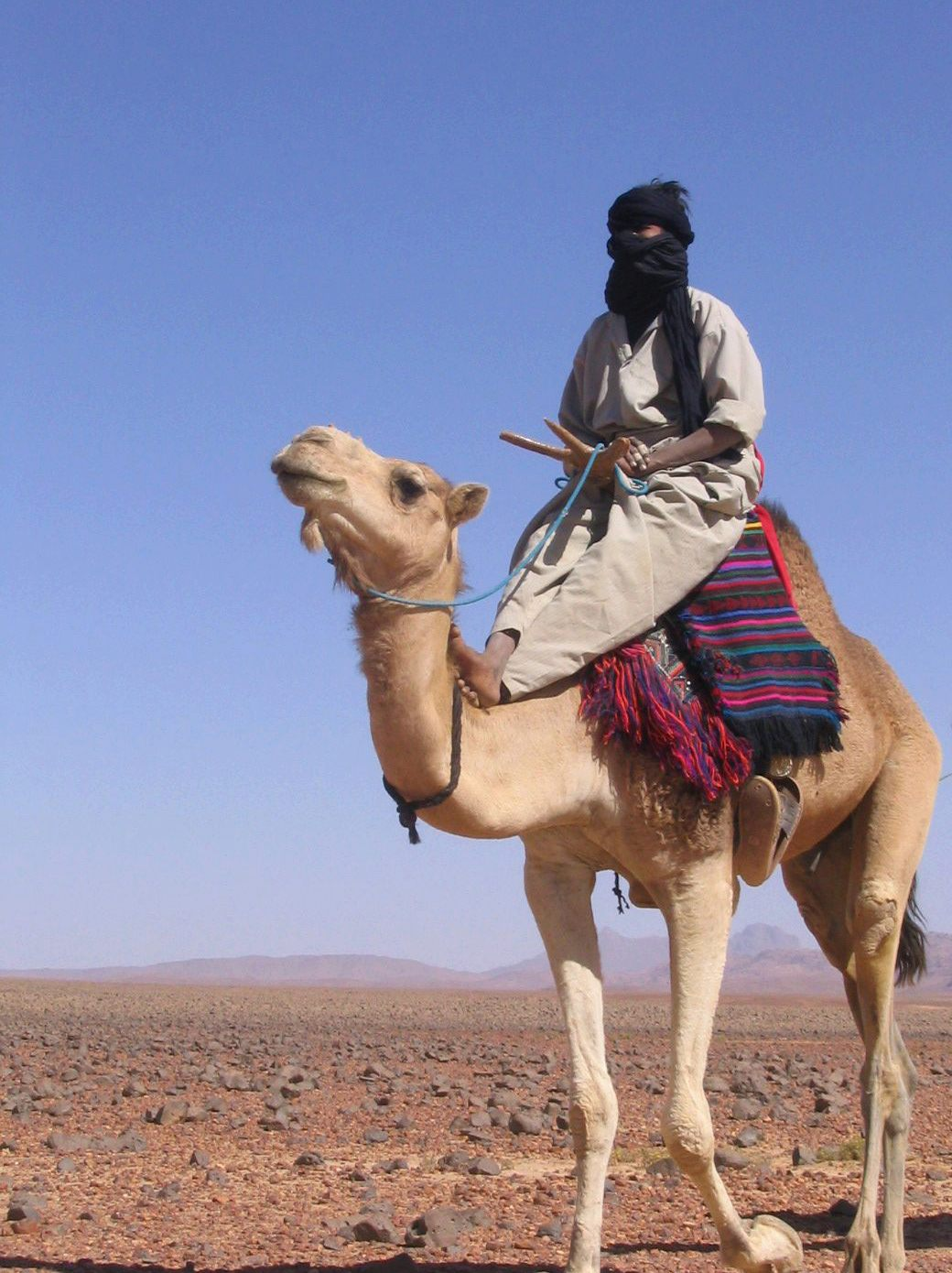
Los tuareg controlaron un día el desierto central del Sáhara y sus rutas comerciales

El Imperio bizantino controló las costas del norte del Sáhara desde el siglo V hasta el siglo VII. Cuando la conquista musulmana del norte de África comenzó entre mediados del siglo VII y comienzos del siglo VIII, la influencia árabe e islámica se expandió rápidamente por todo el Sáhara. Hacia el final del año 641 todo Egipto estaba en manos árabes. El comercio a través del desierto se intensificó. Los reinos del Sahel, especialmente el Imperio de Ghana y el Imperio de Malí, aumentaron su riqueza y fortaleza gracias a la exportación de oro y sal hacia el norte de África. Los emiratos que se sucedían a través de la coste del mar Mediterráneo enviaban bienes manufacturados y caballos hacia el sur. Desde el propio Sáhara se exportaba sal. Este proceso convirtió a las dispersas comunidades de los oasis en centros comerciales y los trajo bajo el control de los imperios que se asentaban en los límites del desierto. A través del yermo tenía lugar un importante comercio de esclavos. Se estima que desde el siglo X y hasta el siglo XIX, entre 6000 y 7000 se transportaron hacia el norte cada año.
El comercio a través del Sáhara persistió durante muchos siglos hasta que el desarrollo en Europa de la carabela permitió que los barcos, inicialmente desde Portugal y pronto desde toda Europa Occidental, navegaran alrededor del desierto y se hicieran con los recursos desde su fuente, la región de Guinea. El Sáhara fue pronto marginalizado.

### Era turca otomana
Desde el siglo XVI, la zona norte del Sáhara, comprendiendo áreas costeras de las actuales Argelia y Túnez, así como partes de la actual Libia, junto al reino semiautónomo de Egipto, fueron ocupados por el Imperio otomano. Desde el año 1517 Egipto pasó a considerarse como parte del Imperio otomano, propiedad que les permitió a estos controlar el Valle del Nilo, el Mediterráneo oriental y el norte de África. El beneficio de estas conquistas para los otomanos fue considerable, permitiéndoles libertad de movimiento para sus ciudadanos y bienes. El comercio aprovechó las rutas terrestres otomanas para llevar especias, oro y tela desde Oriente, manufacturas desde Europa y esclavos y oro desde África. El árabe continuó siendo el idioma local y la cultura islámica se reforzó. las regiones del Sahel y del sur del Sáhara acogieron a numerosos estados independiente así como a clanes tuareg nómadas.

### Colonialismo europeo
La exploración moderna del Sáhara fue iniciada bajo los auspicios de la Association for promoting the discovery of the interior parts of Africa, fundada en 1788 y transformada en 1830 en la Royal Geographical Society. Friedrich Hornemann, el primer europeo que trató de cruzar el Sáhara de norte a sur (1798-1800) murió poco antes de llegar al Níger. Oudney, Denham y Clapperton (1822-182]) realizaron la primera travesía. La investigación científica comenzó en 1850 con los trabajos de los grandes exploradores alemanes Heinrich Barth, Gustav Nachtigal, Friedrich Gerhard Rohlfs y Oskar Lenz. Los representantes de Francia, y entre ellos en primer lugar Émile Félix Gautier, llegaron a ser los que hicieron una mayor contribución del conocimiento geográfico del gran desierto.
El colonialismo europeo en el Sáhara comenzó en el siglo XIX. Francia conquistó la regencia de Argel de los Otomanos en 1830, y el mando francés se expandió hacia el sur desde Argelia y hacia el este desde Senegal hacia el alto Níger para incluir lo que actualmente es Argelia, Chad, Malí que entonces se conocía como Sudán francés e incluía Tombuctú, Mauritania, Marruecos (en 1912), Níger y Túnez (desde 1881). Para el comienzo del siglo XX, el comercio transahariano había decaído significativamente ya que los bienes habían empezado a trasladarse mediante métodos modernos más eficientes, como el avión, en vez de a través del desierto en caravanas de camellos.
El Imperio colonial francés era entonces la fuerza dominante en el Sáhara. Estableció enlaces regulares por avión desde Toulouse hasta Oran y sobre el Hoggar hasta Tombuctú así como hacia el oeste hasta Bamako y Dakar, así como servicios de autobús transaharianos operados por la Compagnie Générale Transsaharienne (fundada en 1927). Una película grabada por el capitán de aviación René Wauthier documenta el primer convoy de camiones que atravesaron el desierto desde Argel hasta Chad.
Egipto, bajo Muhammad Ahmad y sus sucesores, conquistaron Nubia en 1820-22, fundando Jartum en 1823, y conquistando posteriormente Darfur en 1874. Egipto, incluyendo Sudán, se convirtió en un protectorado británico en 1882. Egipto y el Reino Unido perdieron el control de Sudán entre 1882 y 1898 como consecuencia de la Guerra del Mahdí. Tras su captura por las tropas británicas en 1898, Sudán pasó a ser un condominio anglo-egipcio.
España capturó el actual Sáhara Occidental en 1874, aunque Río del Oro siguió principalmente bajo la influencia tuareg. En 1912, Italia se hizo con partes de lo que se conoce actualmente como Libia de los otomanos. Para promover la religión católica en el desierto, el papa Pío IX designó un delegado apostólico del Sáhara y Sudán en 1868. Posteriormente, su jurisdicción fue reorganizada en el Vicariado Apostólico del Sáhara.

### Caída de los imperios y posterioridad

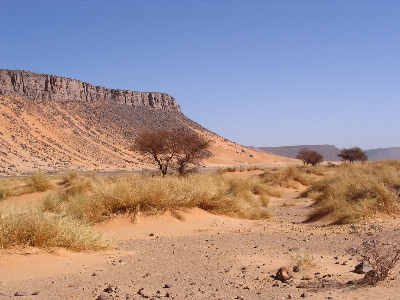
El Sáhara hoy en día.

Egipto se independizó de Gran Bretaña en 1936, aunque el Tratado anglo-egipcio de 1936 permitió a Inglaterra mantener tropas en Egipto y mantener el condominio anglo-egipcio en el Sudán. Las fuerzas militares británicas dejaron el país en 1954.
La mayor parte de los estados del Sáhara lograron la independencia tras la Segunda Guerra Mundial: Libia en 1951, Marruecos, Sudán y Túnez en 1956, Chad, Malí, Mauritania y Níger en 1960, y Argelia en 1962. España salió del Sáhara Occidental en 1975, y este quedó dividido entre Mauritania y Marruecos. Mauritania lo dejó en 1979, y Marruecos sigue manteniéndose en su territorio.
En la era posterior a la Segunda Guerra Mundial, multitud de mina se han desarrollado para utilizar los recursos naturales del desierto. Entre estos se encuentran importantes yacimientos de petróleo y gas natural en Argelia y Libia, e importantes depósitos de fosfatos en Marruecos y Sáhara Occidental.
Varias carreteras transafricanas han sido propuestas a través del Sáhara, incluyendo la carretera Cairo-Dakar a lo largo de la costa Atlántica, la carretera Transahariana desde Argel hasta el Mediterráneo hasta Kano en Nigeria, la carretera Trípoli-Ciudad del Cabo desde Trípoli en Libia hasta Yamena en Chad, y la carretera Cairo-Ciudad del Cabo que discurre a lo largo del Nilo. Cada una de estas autopistas está parcialmente completa, con importantes zonas incompletas y secciones sin pavimentar.

## Gente cultura e idiomas

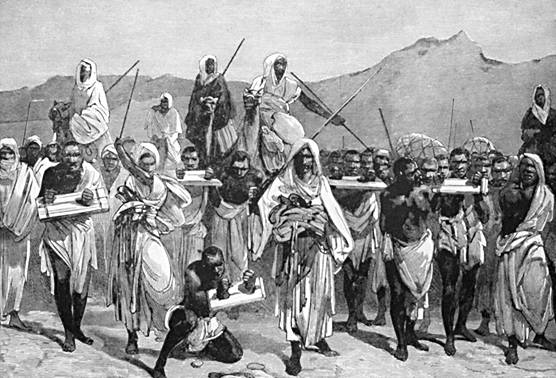
Un grabado del mostrando una caravana que comerciaba con esclavos transportando africanos subsaharianos a través del Sáhara.

Los dialectos árabes son las lenguas más habladas del Sáhara, desde el Atlántico hasta el mar Rojo. Los pueblos bereberes se encuentran desde Egipto occidental hasta Marruecos, incluyendo los pastores tuareg del Sáhara central. Los pueblos beja viven en las Colinas del mar Rojo del sureste de Egipto y de Sudán oriental. Árabe, bereber y sus variantes reagrupadas bajo el término amazig (que incluye el idioma aborigen hablado por los habitantes bereberes originales de las Islas Canarias) y los idiomas de los beja son parte de la familia de lenguas afroasiáticas o hamito-semíticas.[cita requerida]
Los pueblos del Sahara son de diversos orígenes. Entre ellos, los amazigh, incluidos los tuareg, varios grupos arabizados de amazi, como los saharauis de habla hassaniya, cuyas poblaciones incluyen a los znaga, una tribu cuyo nombre es un remanente de la lengua prehistórica zenaga. Otros grupos importantes de personas son: Toubou, Nubios, Zaghawa, Kanuri, Hausa, Songhai, Beja y Fula/Fulani (en francés: Peul; Fula: Fulɓe). La evidencia arqueológica del período Holoceno ha demostrado que los grupos de habla nilo-sahariana habían poblado el centro y el sur del Sahara antes de la afluencia de hablantes de bereber y árabe, hace unos 1500 años, que ahora pueblan en gran medida el Sahara en la era moderna.
Los dialectos árabes son las lenguas más habladas en el Sahara.El árabe, el bereber y sus variantes ahora reagrupadas bajo el término amazigh (que incluye la lengua guanche hablada por los habitantes bereberes originales de las Islas Canarias) y las lenguas beja forman parte de la familia afroasiática o hamitosemítica.  A diferencia de la vecina África Occidental y de los gobiernos centrales de los estados que componen el Sáhara, el idioma francés tiene poca relevancia para el discurso interpersonal y el comercio dentro de la región, y su gente conserva firmes afiliaciones étnicas y políticas con los líderes y la cultura tuareg y bereber. El legado de la administración de la época colonial francesa se manifiesta principalmente en la reorganización territorial llevada a cabo por la Tercera y la Cuarta República, que engendró divisiones políticas artificiales dentro de una región hasta entonces aislada y porosa. La diplomacia con los clientes locales se llevó a cabo principalmente en árabe, que era el idioma tradicional de los asuntos burocráticos.
La mediación de disputas y la comunicación interinstitucional fue atendida por intérpretes contratados por el gobierno francés, quienes, según Keenan, "documentaron un espacio de mediación intercultural", contribuyendo en gran medida a la preservación de las identidades culturales indígenas de la región.